# 상하이 마스터스 (스누커)
상하이 마스터스(영어: Shanghai Masters)는 중국 상하이시에서 2007년부터 매년 개최되고 있는 스누커 대회이다. 원래 랭킹 대회였지만 2018년부터 비 랭킹 초대 대회가 되었다. 상하이 체육관에서 대회가 이루어진다.

## 우승자
| 연도                      | 우승자                 | 준우승자               | 최종 점수              | 시즌                   |
| 상하이 마스터스 (랭킹)    | 상하이 마스터스 (랭킹) | 상하이 마스터스 (랭킹) | 상하이 마스터스 (랭킹) | 상하이 마스터스 (랭킹) |
| ------------------------- | ---------------------- | ---------------------- | ---------------------- | ---------------------- |
| 2007                      | 도미닉 데일            | 라이언 데이            | 10–6                   | 2007–08                |
| 2008                      | 리키 월든              | 로니 오설리번          | 10–8                   | 2008–09                |
| 2009                      | 로니 오설리번          | 량웬보                 | 10–5                   | 2009–10                |
| 2010                      | 앨리 카터              | 제이미 버넷            | 10–7                   | 2010–11                |
| 2011                      | 마크 셀비              | 마크 윌리엄스          | 10–9                   | 2011–12                |
| 2012                      | 존 히긴스              | 저드 트럼프            | 10–9                   | 2012–13                |
| 2013                      | 딩쥔후이               | 샤오구아동             | 10–6                   | 2013–14                |
| 2014                      | 스튜어트 빙엄          | 마크 앨런              | 10–3                   | 2014–15                |
| 2015                      | 카이런 윌슨            | 저드 트럼프            | 10–9                   | 2015–16                |
| 2016                      | 딩쥔후이               | 마크 셀비              | 10–6                   | 2016–17                |
| 2017                      | 로니 오설리번          | 저드 트럼프            | 10–3                   | 2017–18                |
| 상하이 마스터스 (비 랭킹) |                        |                        |                        |                        |
| 2018                      | 로니 오설리번          | 배리 호킨스            | 11–9                   | 2018–19                |
| 2019                      | 로니 오설리번          | 숀 머피                | 11–9                   | 2019–20                |